# Берне (Морбијан)
Берне (фр. Berné) насеље је и општина у северозападној Француској у региону Бретања, у департману Морбијан која припада префектури Понтиви.
По подацима из 2011. године у општини је живело 1.563 становника, а густина насељености је износила 44,95 становника/km². Општина се простире на површини од 34,77 km². Налази се на средњој надморској висини од 120 метара (максималној 166 m, а минималној 36 m).

## Демографија
| 1962. | 1968. | 1975. | 1982. | 1990. | 1999. | 2011. |
| ----- | ----- | ----- | ----- | ----- | ----- | ----- |
| 1.499 | 1.592 | 1.508 | 1.425 | 1.350 | 1.316 | 1.563 |

График промене броја становника у току последњих година